# Doddie Weir Cup
De Doddie Weir Cup is een internationale rugby union-prijs die jaarlijks wordt uitgereikt aan de winnaar van de wedstrijd tussen Schotland en Wales op het Zeslandentoernooi.
De Doddie Weir Cup is vergelijkbaar met de Calcutta Cup, een rugbywedstrijd die elk jaar wordt gehouden tussen Engeland en Schotland, en de Millennium Trophy, een rugbywedstrijd tussen Engeland en Ierland. Beide prijzen worden ook betwist tijdens het zeslandentoernooi.
De Cup is genoemd naar de Schotse rugbyspeler Doddie Weir (1970-2022).

## Overzicht
| Details      | Gespeeld | Gewonnen Schotland | Gewonnen Wales | Gelijkspel | punten Schotland | punten Wales |
| ------------ | -------- | ------------------ | -------------- | ---------- | ---------------- | ------------ |
| In Schotland | 4        | 2                  | 2              | 0          | 105              | 79           |
| In Wales     | 4        | 2                  | 2              | 0          | 68               | 77           |
| Totaal       | 8        | 4                  | 4              | 0          | 173              | 156          |

## Resultaten
| Jaar | Thuis     | Score   | Uit       | Datum       | Plaats                         |
| ---- | --------- | ------- | --------- | ----------- | ------------------------------ |
| 2018 | Wales     | 21 - 10 | Schotland | 3 november  | Millennium Stadium, Cardiff    |
| 2019 | Schotland | 11 - 18 | Wales     | 9 maart     | Murrayfield, Edinburgh         |
| 2020 | Wales     | 10 - 14 | Schotland | 31 oktober  | Parc y Scarlets, Llanelli      |
| 2021 | Schotland | 24 - 25 | Wales     | 13 februari | Murrayfield, Edinburgh         |
| 2022 | Wales     | 20 - 17 | Schotland | 12 februari | Millennium Stadium, Cardiff    |
| 2023 | Schotland | 35 - 7  | Wales     | 11 februari | Murrayfield Stadium, Edinburgh |
| 2024 | Wales     | 26 - 27 | Schotland | 3 februari  | Millennium Stadium, Cardiff    |
| 2025 | Schotland | 35 - 29 | Wales     | 8 maart     | Murrayfield Stadium, Edinburgh |